# The Goldwyn Follies
The Goldwyn Follies (Brasil: Goldwyn Follies / Portugal: A Revista de Goldwyn) é um filme norte-americano de 1938, do gênero musical, dirigido por George Marshall e estrelado por Adolphe Menjou e Andrea Leeds.